# Aleem Khan
Aleem Khan   (Kent, 19 de maig de 1985) és un director de cinema i guionista britànic.

## Biografia
Aleem Khan va néixer a Gillingham el 1985, hi va créixer i va assistir a l'escola Howard. La seva mare és anglesa i el seu pare és pakistanès. Es van conèixer d'adolescents al suburbi de Londres on vivien tots dos. Després del matrimoni es van traslladar a la costa de Kent. La seva mare es va convertir a l'islam i parlava punjabi. Quan Khan tenia quatre anys, la seva germana Shereena, de sis mesos, va morir.
Debutà amb el curtmetratge Diana, que es va estrenar al Festival de cinema gai i lèsbic de Londres de 2009. El seu segon curtmetratge Three Brothers es va estrenar al London Film Festival de 2014 abans de projectar-se a altres festivals internacionals de cinema. Això va ser seguit per una nominació al BAFTA al millor curtmetratge britànic el 2015 per aquesta pel·lícula. El mateix any, Khan va ser nomenat Screen International Star of Tomorrow. Fou fellow al Sundance Screenwriters und Directors Labs de l'any 2017 i exalumne de Guiding Lights, The Locarno Filmmakers Academy i BFI Flare.
El seu primer llargmetratge After Love està ambientat a Dover i tracta sobre una dona blanca anglesa convertida al islam Ary/Mary Hussain, que de sobte queda vídua després de la mort inesperada del seu marit. La trama real de After Love, encara que no és autobiogràfica, té molts paral·lelismes amb la seva pròpia història familiar.
Khan és un musulmà practicant i és obertament gai. Criat en dues cultures i confós sobre la seva identitat, va fer el pelegrinatge a la Meca als 16 anys. "He caminat per la Kaaba i quan ho fas, la teva primera pregària és per tu mateix", va dir Khan. Va resar per no ser gai i més tard a la universitat va viure amb la por que algú descobrís que era gai. Però hi va haver un punt d'inflexió a la seva vida quan va començar a acceptar la seva pròpia sexualitat i a perdre la fe en la seva religió.

## Filmografia
- 2009: Diana (curtmetratge)
- 2010: Pictures of Zain (curtmetratge, com a actor)
- 2011: The Wayfaring Stranger (curtmetratge)
- 2014: Three Brothers (curtmetratge)
- 2020: After Love

## Premis
Premis BAFTA
- Nominació 2015 al millor curtmetratge (Three Brothers)
- Nominació 2022 a la millor pel·lícula britànica (After Love)
- Nominació 2022 al millor director (After Love)
- Nominació 2022 al millor èxit jove (After Love)

Premis British Independent Film
- 2021: Premi al millor debut en direcció (After Love)
- 2021: Nominació al millor guió debut (After Love)
- 2021: Premi a la millor pel·lícula independent britànica (After Love)
- 2021: Premi al millor director (After Love)
- 2021: Premi al millor guió (After Love)[5]

Premi Iris
- 2009: Premi al millor curtmetratge britànic (Diana)

London Critics' Circle Film Award
- 2021: Nominada al millor director jove britànic (After Love)[6]

Molodist International Film Festival
- 2021: Premi ecumènic del jurat a la millor pel·lícula internacional (After Love)
- 2021: Nominació per al cérvol escita (After Love)[7]